# Claudia Gamon

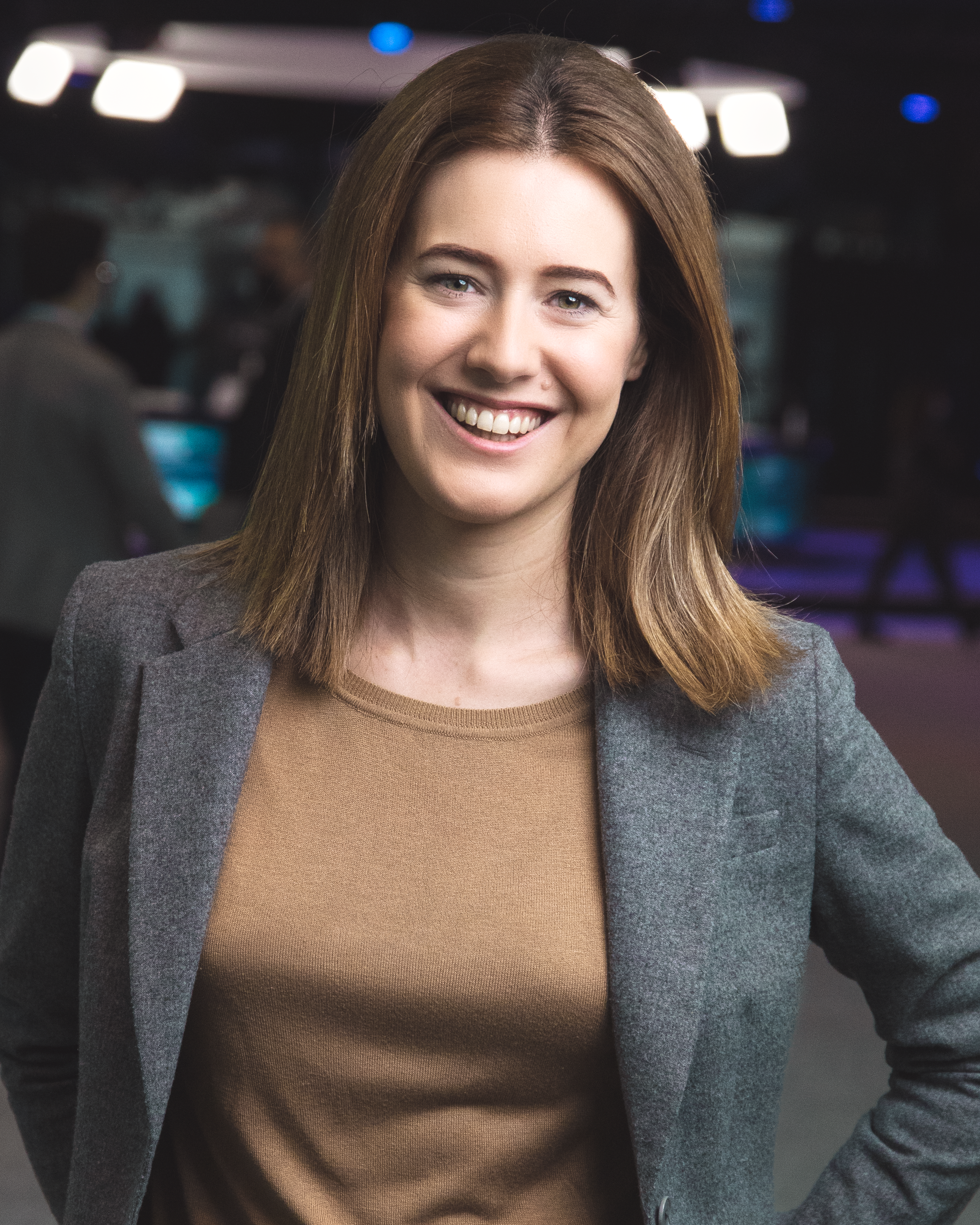
Claudia Gamon (2022)

Claudia Angela Gamon ([ˈklaʊ̯dɪa andʒela ɡaˈmoːn], * 23. Dezember 1988 in Feldkirch) ist eine österreichische Politikerin (NEOS). Sie war von 2019 bis 2024 Mitglied des Europäischen Parlaments und ist seit dem 4. Februar 2023 NEOS-Landessprecherin in Vorarlberg. Zuvor war Gamon von Oktober 2015 bis Juni 2019 Abgeordnete zum österreichischen Nationalrat. In den Jahren 2011 und 2013 war sie österreichweite Spitzenkandidatin der JuLis (heute: JUNOS), einer liberalen Hochschülerschaftsfraktion bei den ÖH-Wahlen, wobei sie jeweils in die Bundesvertretung der Studierenden entsendet wurde.

## Ausbildung und Beruf
Claudia Gamon wurde in der Stadt Feldkirch in Vorarlberg geboren und wuchs in der Marktgemeinde Nenzing im Walgau auf. Sie besuchte das Bundesgymnasium Bludenz, wo sie im Jahr 2007 die Matura absolvierte. Anschließend begann Gamon an der Wirtschaftsuniversität Wien das Bachelorstudium der Internationalen Betriebswirtschaftslehre, welches sie 2011 erfolgreich beendete. Von 2011 bis 2015 absolvierte sie das CEMS-Masterstudium International Management der WU Wien. Während ihrer Studienzeit verbrachte Claudia Gamon ein Erasmus-Auslandssemester an der Bordeaux école de management und nahm am Global Advancement Programme des Akademischen Forums für Außenpolitik teil. Während des Masterstudiengangs absolvierte sie außerdem ein Auslandssemester im belgischen Louvain-la-Neuve.
Von 2010 bis 2013 war Claudia Gamon neben ihrem Studium für Marketing und Vertrieb im elterlichen Weinhandelsbetrieb zuständig. Ab Juni 2013 wurde sie beruflich in verschiedenen Positionen bei der Bundespartei von NEOS tätig, unter anderem als Assistentin der Wahlkampfleiterin und des Bundesgeschäftsführers sowie als Verantwortliche für Kommunikation und Presse. Von Jänner bis August 2015 war Gamon beim ÖAMTC in der Projektleitung beruflich tätig, ehe sie sich ab Oktober 2015 vollständig der Abgeordnetentätigkeit im Nationalrat widmete.

## Politisches Wirken

### Tätigkeit in der Hochschülerschaft
Bereits ab 2009 war Claudia Gamon als Stellvertretende Bundesvorsitzende der Jungen Liberalen für Marketing und Kommunikation zuständig, 2010 wurde sie erstmals Vizepräsidentin der Initiativgruppe Alpbach Wien mit dem Verantwortungsbereich Kommunikation und nahm als Stipendiatin erstmals am Europäischen Forum Alpbach teil.
Bei der ÖH-Wahl 2011 trat Gamon schließlich als österreichweite Spitzenkandidatin für die JuLis an und wurde erstmals als Mandatarin in die Bundesvertretung der Studierenden entsandt. Auch bei der Hochschülerschaftswahl 2013 trat Gamon als JuLis-Spitzenkandidatin an und wurde erneut Mandatarin der Bundesvertretung. Im November 2014 schied Gamon mit der Neuwahl des Bundesvorstands von JUNOS – Junge liberale NEOS, der Nachfolgeorganisation von JuLis, als Stellvertretende Bundesvorsitzende von JUNOS aus. Bei den ÖH-Wahlen im Jahr 2015 kandidierte Gamon in der Folge nicht mehr.

### Bundespolitik mit NEOS

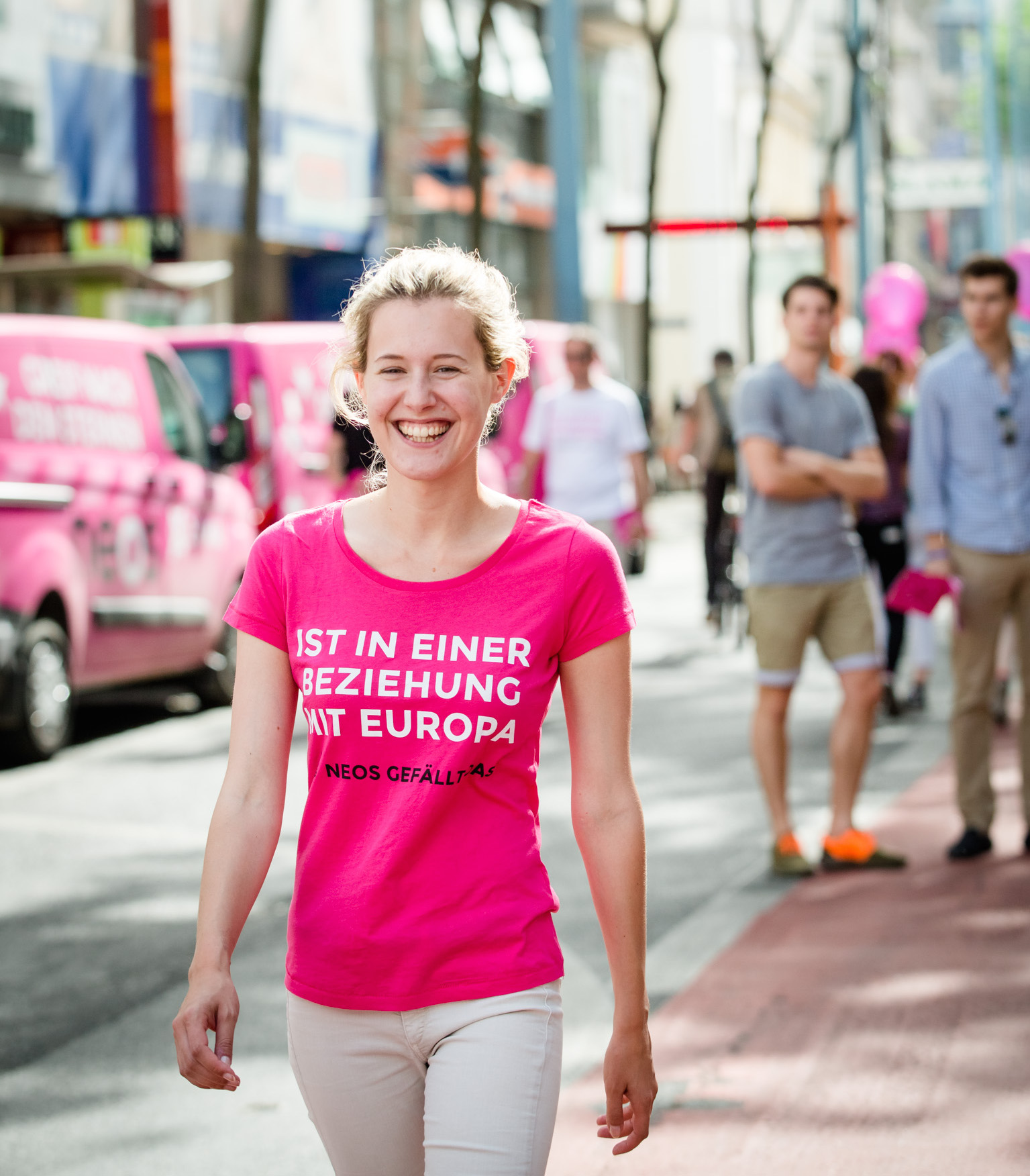
Claudia Gamon im Rahmen des Wahlkampfs zum Europäischen Parlament 2014

Ab 2011 engagierte sich Gamon als Mitinitiatorin der Initiative gegen Kirchenprivilegien zur Herbeiführung eines Volksbegehrens im April 2013. Mit der Gründung der neuen Partei NEOS – Das Neue Österreich im Oktober 2012 konzentrierte sie ihr politisches Wirken dort.
Bei der Nationalratswahl im September 2013 trat Claudia Gamon für NEOS im Regionalwahlkreis Wien Innen-Ost als Spitzenkandidatin an und wurde auch auf der Wiener Landesliste (Platz 4) und der NEOS-Bundesliste (Platz 6) relativ weit vorne platziert. Das Erreichen eines Mandates verpasste Gamon allerdings zunächst, wohingegen NEOS erstmals den Einzug in den Nationalrat schafften. Claudia Gamon wurde in der Folge Mitarbeiterin der NEOS-Bundespartei und Teil des NEOS-Landesteams für Wien.
Nachdem Beate Meinl-Reisinger am 24. September 2015 im Vorfeld der Wiener Landtags- und Gemeinderatswahl ihren Abschied aus dem Nationalrat verkündet hatte, wurde Claudia Gamon von NEOS als ihre Nachfolgerin designiert. Ab dem 12. Oktober 2015 vertrat Gamon NEOS als jüngste Mandatarin des Klubs im Nationalrat. Im Nationalrat der XXV. Gesetzgebungsperiode war Claudia Gamon Bereichssprecherin des NEOS-Klubs für Wissenschaft und Forschung, Rechnungshof, Frauen, Jugend und Sport. Sie gehört den Nationalratsausschüssen für Forschung, Innovation und Technologie, für Sportangelegenheiten, dem Rechnungshofausschuss, dem Ständigen Unterausschuss des Rechnungshofausschusses sowie dem Wissenschaftsausschuss an. Im März 2017 verzichtete Niko Alm auf sein Nationalratsmandat, das freigewordene Mandat im Landeswahlkreis Wien erhielt Claudia Gamon, das dadurch frei gewordene Mandat auf der Bundesliste Karin Doppelbauer. Bei der nachfolgenden Nationalratswahl in Österreich 2017 wurde Gamon auf der Wiener Landesliste von NEOS erneut in den Nationalrat gewählt.

### Abgeordnete zum Europäischen Parlament
Im Dezember 2018 gab Gamon via Instagram bekannt, bei der internen NEOS-Kandidatenkür für die Wahlen zum Europäischen Parlament für Listenplatz eins anzutreten. Sie wolle ein „starkes Europa“, das mit vereinten Kräften Entscheidungen treffe und „erfolgreich, anerkannt, friedlich und wohlhabend sei“. Zum Abschluss eines dreistufigen internen Wahlprozesses wurde Claudia Gamon schließlich am 26. Jänner 2019 von der NEOS-Mitgliederversammlung zur Spitzenkandidatin der Partei bei der Europawahl nominiert.
Bei der Wahl am 26. Mai 2019 konnte NEOS zum zweiten Mal nach 2014 ein Mandat im Europäischen Parlament erreichen. Die Partei kam auf 8,44 % der abgegebenen Stimmen und konnte damit den Stimmanteil im Vergleich zum erstmaligen Antreten bei Europawahlen im Jahr 2014 um 0,30 % steigern. Claudia Gamon wurde daher in der konstituierenden Sitzung des Europäischen Parlaments am 2. Juli 2019 als österreichische Abgeordnete für NEOS angelobt. Als Nationalratsabgeordnete folgte ihr Doris Hager-Hämmerle nach. In der 9. Wahlperiode war sie volles Mitglied im Ausschuss für Industrie, Forschung und Energie (ITRE) sowie stellvertretendes Mitglied im Ausschuss für Binnenmarkt und Verbraucherschutz (IMCO) und im Ausschuss für Umweltfragen, öffentliche Gesundheit und Lebensmittelsicherheit (ENVI).

### Landessprecherin in Vorarlberg
Am 4. Februar 2023 wurde sie bei der Mitgliederversammlung von NEOS-Vorarlberg in Bregenz als Nachfolgerin von Sabine Scheffknecht mit 91,67 Prozent der Stimmen zur Landessprecherin gewählt. Für die Landtagswahl 2024 wurde sie NEOS-Spitzenkandidatin. Bei der NEOS-Bundesversammlung am 7. Juli 2024 wurde Claudia Gamon – gemeinsam mit Christoph Wiederkehr – zu einer von zwei Stellvertretern von Bundesobfrau Beate Meinl-Reisinger und damit auch in den Bundesvorstand von NEOS gewählt.

## Privates
Claudia Gamon ist seit 2022 mit dem Vorarlberger Hotelier Peter Fetz verheiratet. Im September 2023 bekam sie ihr erstes Kind, eine Tochter, und verknüpfte die Verkündung der Geburt mit der Ankündigung einer kurzen politischen Auszeit.